# Jean-Jacques Vital
Jean-Jacques Vital, né Jean Lévitan le 26 septembre 1913 à Paris 18e et mort le 28 septembre 1977 à Neuilly-sur-Seine, est un acteur, producteur et scénariste français.

## Biographie
Son grand-père, Jéhuda Lévitan, quitta son shtetl (quartier juif de pays de l'est) de Russie en 1880 pour émigrer à Paris où il devint colporteur, marchand de vin, puis enfin marchand de meubles.
Ne souhaitant pas travailler dans l'entreprise familiale, Jean-Jacques Vital fait le choix d'une carrière artistique. Il débute en 1936 à « Radio-Cité » (une radio dirigée par son oncle Marcel Bleustein-Blanchet), en créant un célèbre feuilleton radiophonique, La Famille Duraton, une saga satirique sur une famille de français moyens. L'émission sera reprise sur Radio-Luxembourg de 1948 à 1966. Jean-Jacques Vital en fut le producteur, le scénariste et l'un des comédiens.
Uni à Jacqueline Noelle (1926 / 2020), il est le père de Pascale Vital, comédienne renommée pour sa voix dans le domaine du doublage.
Il est inhumé au cimetière parisien de Bagneux (division 4), dans les Hauts-de-Seine.

## Filmographie

### Acteur
- 1939 : La Famille Duraton
- 1945 : Le Roi des resquilleurs : Le radio-reporter
- 1952 : Cent francs par seconde : L'animateur
- 1956 : Les Duraton : Le présentateur de l'émission
- 1958 : À pied, à cheval et en spoutnik

### Producteur
- 1952 : Cent francs par seconde
- 1956 : Les Duraton
- 1957 : À pied, à cheval et en voiture
- 1958 : À pied, à cheval et en spoutnik
- 1958 : Un drôle de dimanche
- 1961 : Le Comte de Monte Cristo
- 1966 : Le facteur s'en va-t-en guerre

### Scénariste
- 1939 : La Famille Duraton
- 1952 : Cent francs par seconde
- 1956 : Les Duraton
- 1957 : À pied, à cheval et en voiture
- 1958 : À pied, à cheval et en spoutnik

## Théâtre, opérette
- 1946 : La Bonne Hôtesse opérette de Jean-Jacques Vital et Serge Veber, musique Bruno Coquatrix, mise en scène Fred Pasquali, Alhambra
- 1947 : Le Maharadjah opérette de Jean-Jacques Vital et Serge Veber, musique Bruno Coquatrix, mise en scène Fred Pasquali, Alhambra
- 1950 : M’sieur Nanar opérette de Jean-Jacques Vital, Pierre Ferrari et André Hornez, mise en scène Fred Pasquali, Théâtre de l'Étoile